# 中国有嘻哈
《中国有嘻哈》（英語：The Rap of China）是一档于2017年播出的由爱奇艺制作的以嘻哈为主题的网络综艺节目。该节目以三组制作人吳亦凡、潘瑋柏、MC HotDog和張震嶽评判参赛学员表演情况的形式开展，并获得了极大的关注度。最终，经过选手激烈比拼与制作人艰难选择之后，中国有嘻哈第一季产生了GAI和PG ONE两位年度总冠军。
2018年4月13日，该节目通过官方微博宣布，其第二季将更名为《中國新說唱》 ，同样由爱奇艺出品。5月17日，《中國新說唱》导师确定除了前作《中国有嘻哈》原有的吴亦凡、潘瑋柏、MC HotDog與張震嶽以外，還有新加入的鄧紫棋，於2018年7月14日播出。

## 各集列表
| 集數 | 播出       | 賽制 | 備註                                      |
| #1   | 2017.06.24 | 千人海選 由三組製作人導師各自分開評斷選手表現。通過者即可獲得金項鍊。 重點選手：Bridge布瑞吉、GAI、HipHopMan、Jony J、Tizzy T、PG One、VAVA、艾福尼等 | 共70組選手晉級                            |
| #2   | 2017.07.01 | 60秒個人賽 選手們分別上台進行60秒的表演，60秒期間製作人們會用按鈕取決PASS或FAIL。 60秒內集滿3個FAIL者即淘汰；反之晉級者至少須獲1個PASS。 | 70取46                                    |
| #3   | 2017.07.08 | 60秒個人賽／Freestyle搶麥賽 Freestyle搶麥賽由晉級的46組選手抽籤並分為三組，並接受製作人各別之考核命題。 考核後，製作人由其隊伍選出待定3人，再從待定名單中任意各選回1人，未獲選者即淘汰。 | 46取40                                    |
| #4   | 2017.07.15 | 1v1 Battle 40強選手兩兩PK（共演自創曲），並由製作人合議做出生死裁決。配對為第3期Freestyle賽後抽籤決定。 正賽各組對決演出後皆須淘汰一方；賽後，由三組製作人分別各自挑選一位選手敗部復活。 | 40取23                                    |
| #5   | 2017.07.22 | 1v1 Battle 40強選手兩兩PK（共演自創曲），並由製作人合議做出生死裁決。配對為第3期Freestyle賽後抽籤決定。 正賽各組對決演出後皆須淘汰一方；賽後，由三組製作人分別各自挑選一位選手敗部復活。 | 40取23                                    |
| #6   | 2017.07.29 | 導師公演／戰隊選擇門 由23強選手分別依據三組製作人公演進行考核投票，票數最多者將直接影響到選擇門環節的開門次數。 選手和導師同時雙選，未獲選者即為待定流局。 | 23取15                                    |
| #7   | 2017.08.05 | 戰隊五進四淘汰賽 賽前由各組導師抽選Beats，各組戰隊須於24小時內依據選到的Beats進行創作。 演出結束後，將由現場觀眾投票決選出各戰隊舞臺演出最差的一名選手進行淘汰。 | 15取12                                    |
| #8   | 2017.08.12 | 戰隊四進三PK賽 由各組導師指定主題Beats，各組戰隊須於24小時內依據主題Beats進行創作。 賽後，各組導師將指定該戰隊一名選手淘汰。 九進六突圍賽第一輪 上半場．魔王降臨 由三位著名嘻哈音樂人、歌手擔任魔王（陳奐仁、蛋堡、蘇醒），分別負責各戰隊的闖關考核。 每位魔王可任意挑選一位戰隊選手對決，選手勝出，將可直接進入年度前6強。 突圍賽評審團為來自全國的31位媒體代表。魔王依據戰隊表演秀演出，分別挑選出對戰選手。 | 12取9                                     |
| #9   | 2017.08.19 | 九進六突圍賽第一輪 下半場．導師合作賽 三組導師分別和剩餘的二名隊員合作舞台，並由觀眾依表現進投票排序。 排名第一戰隊，導師將可指定選手直接進入年度6強；排名第二戰隊，選手待定；排名第三戰隊，將由導師指名選手淘汰。 九進六突圍賽第二輪 1V1PK 待定的四名選手，經由抽籤決定對戰組合。賽後，將由三組導師合議後決選出最後2個席次。 | 9取6                                      |
| #10  | 2017.08.26 | 半決賽 上半場．1V1 Battle／突圍賽 選手將通過隨機抽籤方式決定比賽組合，勝利者晉級4強，失敗者則須通過第二輪比賽以爭取最後一個席位。 評審團為業界頗負盛名的七位音樂製作人（鍾興民、涂惠源、撈仔、J.Wu、曲世聰、劉卓、劉洲） | 6取4                                      |
| #11  | 2017.09.02 | 半決賽 下半場．幫唱合作賽 選手將依嘉賓給出的Beats選出合作的對象，共有2輪綵排機會可讓嘉賓及選手做抉擇。 演唱完畢後，將交由現場觀眾投票決選，前2高票選手直接進入全國總決賽，票數落後者將進行1v1對決。 | 4取3                                      |
| #SP  | 2017.09.02 | 復活賽外卡戰．1V1車輪戰 復活賽名單為網友票選的Jony J、輝子、BrAnT.B小白、待定六強的VAVA、Tizzy T、黃旭 採1V1車輪戰賽制。每戰結束後，由現場觀眾吶喊聲的分貝數為判決依據。 | 選出外卡年度4強 完整版於愛奇藝VIP頻道播出 |
| #12  | 2017.09.09 | 全國總決賽 第一輪．製作人幫唱 三組製作人為四強選手逐一幫唱，演唱結束後，由現場的百人Rapper評審團投票，決定第一輪排名。 第二輪．個人秀 由網友於直播當日同步開通之愛奇藝直播、愛奇藝奇秀直播、一直播等平台上進行即時投票。 二輪結束後，排名第一的選手直接成為冠軍候選人，排名第四的選手即為年度殿軍（止步第二輪）。 第三輪．1V1 Battle 排名二、三名選手進行1V1 Battle，並由三組製作人評判，勝者將和冠軍候選人爭奪總冠軍。 第四輪．巔峰對決 二名選手1V1 Battle，並由三組製作人及百人Rapper評審團共同投票，決選出2017年度總冠軍。 | LIVE直播                                  |

## 戰隊賽程
| 賽制                                          | 戰隊             | 曲目                                           | 演出                                             |
| 第7期 五進四淘汰賽                            | 吳亦凡           | 《How Do》 （張學友 / 你好毒）                 | BrAnT.B小白、OBi&M03、PG One、Tizzy T、HipHopMan |
| 第7期 五進四淘汰賽                            | 張震嶽&MC HotDog | 《遙遠不遠》 （馬條 / 在那遙遠的地方）         | GAI、大笑、黃旭、孫八一、艾福尼                  |
| 第7期 五進四淘汰賽                            | 潘瑋柏           | 《700》 （汪峰 / 北京北京）                    | Bridge、VAVA、胡旭、鬼卞、李大奔                 |
| 第8期 四進三PK賽                              | 張震嶽&MC HotDog | 《街頭霸王 Street Fighter》 （主題：街頭霸王） | GAI、大笑、黃旭、艾福尼                          |
| 第8期 四進三PK賽                              | 潘瑋柏           | 《不信命》 （主題：命運）                      | Bridge、VAVA、鬼卞、李大奔                       |
| 第8期 四進三PK賽                              | 吳亦凡           | 《畢業》 （主題：畢業）                        | BrAnT.B小白、PG One、Tizzy T、HipHopMan          |
| 魔王踢館賽9強戰隊秀 完整版於愛奇藝VIP頻道播出 | 潘瑋柏           | 《找朋友》                                     | Bridge、VAVA、李大奔                             |
| 魔王踢館賽9強戰隊秀 完整版於愛奇藝VIP頻道播出 | 張震嶽&MC HotDog | 《海嘯》                                       | GAI、黃旭、艾福尼                                |
| 魔王踢館賽9強戰隊秀 完整版於愛奇藝VIP頻道播出 | 吳亦凡           | 《快回家》                                     | BrAnT.B小白、PG One、Tizzy T                     |
| 第8-9期 九進六突圍賽／上 魔王降臨             | 吳亦凡           | 《Fre$h One》                                  | PG One（勝出，直接晉級年度6強）                  |
| 第8-9期 九進六突圍賽／上 魔王降臨             | 吳亦凡           | 《饒舌歌》                                     | 陳奐仁                                           |
| 第8-9期 九進六突圍賽／上 魔王降臨             | 張震嶽&MC HotDog | 《After Journey》                              | 艾福尼（勝出，直接晉級年度6強）                  |
| 第8-9期 九進六突圍賽／上 魔王降臨             | 張震嶽&MC HotDog | 《收斂水》                                     | 蛋堡                                             |
| 第8-9期 九進六突圍賽／上 魔王降臨             | 潘瑋柏           | 《Life's A Struggle》                          | VAVA（勝出，直接晉級年度6強）                    |
| 第8-9期 九進六突圍賽／上 魔王降臨             | 潘瑋柏           | 《北京city》                                   | 蘇醒                                             |
| 第9期 九進六突圍賽／下 導師合作賽             | 吳亦凡           | 《三年二班》                                   | 吳亦凡、BrAnT.B小白、Tizzy T                     |
| 第9期 九進六突圍賽／下 導師合作賽             | 張震嶽&MC HotDog | 《凡人歌》                                     | 張震嶽&MC HotDog、GAI、黃旭                      |
| 第9期 九進六突圍賽／下 導師合作賽             | 潘瑋柏           | 《友情歲月》                                   | 潘瑋柏、Bridge、李大奔                           |
| 第9期 九進六突圍賽 1V1 PK                     | 潘瑋柏           | 《Young Bridge》                               | Bridge                                           |
| 第9期 九進六突圍賽 1V1 PK                     | 吳亦凡           | 《大一歲》                                     | Tizzy T                                          |
| 第9期 九進六突圍賽 1V1 PK                     | 張震嶽&MC HotDog | 《Round 4》                                    | 黃旭                                             |
| 第9期 九進六突圍賽 1V1 PK                     | 吳亦凡           | 《July》                                       | BrAnT.B小白                                      |
| 第10期 半決賽／上 1V1 Battle                  | 吳亦凡           | 《H.M.E》                                      | PG One                                           |
| 第10期 半決賽／上 1V1 Battle                  | 張震嶽&MC HotDog | 《Mama Daddy Real Talk》                       | 黃旭                                             |
| 第10期 半決賽／上 1V1 Battle                  | 潘瑋柏           | 《我的新衣》                                   | VAVA                                             |
| 第10期 半決賽／上 1V1 Battle                  | 張震嶽&MC HotDog | 《庫爾勒》                                     | 艾福尼（feat. Cat雨馨）                          |
| 第10期 半決賽／上 1V1 Battle                  | 吳亦凡           | 《頭文字T》                                    | Tizzy T                                          |
| 第10期 半決賽／上 1V1 Battle                  | 張震嶽&MC HotDog | 《苦行僧》                                     | GAI                                              |
| 第10期 半決賽／上 突圍賽                      | 張震嶽&MC HotDog | 《天堂來信》                                   | 黃旭                                             |
| 第10期 半決賽／上 突圍賽                      | 張震嶽&MC HotDog | 《After Journey II》                           | 艾福尼                                           |
| 第10期 半決賽／上 突圍賽                      | 吳亦凡           | 《Going Go》                                   | Tizzy T                                          |
| 第11期 半決賽／下 幫唱合作賽                  | 張震嶽&MC HotDog | 《Papillon》                                   | 王嘉爾、GAI                                      |
| 第11期 半決賽／下 幫唱合作賽                  | 吳亦凡           | 《Burn》                                       | 袁婭維、PG One                                   |
| 第11期 半決賽／下 幫唱合作賽                  | 張震嶽&MC HotDog | 《一見如故》                                   | 袁婭維、艾福尼                                   |
| 第11期 半決賽／下 幫唱合作賽                  | 潘瑋柏           | 《Rap Star》                                   | 周筆暢、VAVA                                     |
| 第11期 半決賽／下 突圍賽                      | 吳亦凡           | 《中二病》                                     | PG One                                           |
| 第11期 半決賽／下 突圍賽                      | 潘瑋柏           | 《Get it on the floor》                        | VAVA                                             |
| 復活賽外卡戰 完整版於愛奇藝VIP頻道播出        | 第一戰           | 《如果真的是比說唱真的強你好幾倍》             | 黃旭                                             |
| 復活賽外卡戰 完整版於愛奇藝VIP頻道播出        | 第一戰           | 《萬人迷》                                     | BrAnT.B小白                                      |
| 復活賽外卡戰 完整版於愛奇藝VIP頻道播出        | 第二戰           | 《玩家》                                       | Jony J                                           |
| 復活賽外卡戰 完整版於愛奇藝VIP頻道播出        | 第二戰           | 《我想要》                                     | 黃旭                                             |
| 復活賽外卡戰 完整版於愛奇藝VIP頻道播出        | 第三戰           | 《Rap of China》                               | Tizzy T                                          |
| 復活賽外卡戰 完整版於愛奇藝VIP頻道播出        | 第三戰           | 《Team Work》                                  | Jony J                                           |
| 復活賽外卡戰 完整版於愛奇藝VIP頻道播出        | 第四戰           | 《兩桿大煙槍》                                 | 輝子                                             |
| 復活賽外卡戰 完整版於愛奇藝VIP頻道播出        | 第四戰           | 《Intro》                                      | Jony J                                           |
| 復活賽外卡戰 完整版於愛奇藝VIP頻道播出        | 第五戰           | 《On My Way》                                  | VAVA                                             |
| 復活賽外卡戰 完整版於愛奇藝VIP頻道播出        | 第五戰           | 《My Style》                                   | Jony J                                           |
| 第12期 全國總決賽 第一輪 製作人幫唱           | 張震嶽&MC HotDog | 《酒矸倘賣嘸》                                 | 張震嶽&MC HotDog、GAI                            |
| 第12期 全國總決賽 第一輪 製作人幫唱           | 張震嶽&MC HotDog | 《青春舞曲》                                   | 張震嶽&MC HotDog、艾福尼                         |
| 第12期 全國總決賽 第一輪 製作人幫唱           | 吳亦凡           | 《以父之名》                                   | 吳亦凡、PG One                                   |
| 第12期 全國總決賽 第一輪 製作人幫唱           | －               | 《One Love》                                   | 潘瑋柏、Jony J                                   |
| 第12期 全國總決賽 第二輪 個人秀               | －               | 《不用去猜》                                   | Jony J                                           |
| 第12期 全國總決賽 第二輪 個人秀               | 吳亦凡           | 《他》                                         | PG One                                           |
| 第12期 全國總決賽 第二輪 個人秀               | 張震嶽&MC HotDog | 《Too Much》                                   | 艾福尼                                           |
| 第12期 全國總決賽 第二輪 個人秀               | 張震嶽&MC HotDog | 《空城計》                                     | GAI                                              |
| 第12期 全國總決賽 第三輪 1V1 Battle           | 張震嶽&MC HotDog | 《Yellow Skin Flow》                           | 艾福尼                                           |
| 第12期 全國總決賽 第三輪 1V1 Battle           | 張震嶽&MC HotDog | 《重慶魂》                                     | GAI                                              |
| 第12期 全國總決賽 第四輪 巔峰對決             | 吳亦凡           | 《破釜沉舟》                                   | PG One                                           |
| 第12期 全國總決賽 第四輪 巔峰對決             | 張震嶽&MC HotDog | 《一百零八》                                   | GAI                                              |

## 年度排名
| 冠軍        | 季軍   | 殿軍   |
| GAI、PG One | 艾福尼 | Jony J |

- GAI和PG One並列冠軍。
- Jony J以外卡身分進入總決賽，並榮獲年度殿軍
- VAVA為正賽賽制產生之年度四強選手，但可惜於復活賽外卡戰中不敵Jony J，未能挺進年度總決賽。

## 淘汰名單
| 階段     | 播出                    | 名單 | 備註                              |
| 第一階段 | 第2期 60秒個人賽        | 8uck 八口、Anor.Z、BIGnimi 黑大蜜、DK、GIA 金英子、imp 小鬼、Joannne、LongS、Red Monkey、Simba T.Song、TY、Xtina、夫夫、牛牛、法老、啊鑫、淺藍、蔡燏、蜜妞 Miko、安大魂、杜金雨、柳暢源、強東玥 | 特例復活 Swaggie楊舒涵            |
| 第二階段 | 第3期 Freestyle搶麥賽   | Cola、Evan-E 黃薏帆、POP、Swaggie楊舒涵、張超、朱星 | 待定復活 Cat 雨馨、徐真真、趙溫臻 |
| 第三階段 | 第5期 1v1 Battle        | 2UNCLE、Bigdog 大狗、Cat 雨馨、Double Zhuo、EO、HA$、Jony J、wiLL.D、Yamy、Young Gorilla 二毛、大魚 BigFish、辛巴、趙濤、輝子、趙溫臻、李文&王耀辰                                              | 敗部復活 BCW、Obi&M03、孫八一     |
| 第四階段 | 第6期 戰隊選擇門        | 止步於23強 BCW、Billy King、YZ 于耀智、鈞澤、小青龍、王大痣、徐真真、周藝軒 |                                   |
| 第五階段 | 第7期 戰隊五進四淘汰賽  | 年度15強 OBi&M03、胡旭、孫八一 |                                   |
| 第六階段 | 第8期 戰隊四進三PK賽    | 年度12強 HipHopMan、大笑、鬼卞 |                                   |
| 第七階段 | 第9期 九進六突圍賽      | 年度9強 BrAnT.B小白、Bridge布瑞吉、李大奔 |                                   |
| 第八階段 | 第10期 半決賽/上 突圍賽 | 年度6強 Tizzy T、黃旭 |                                   |
| 第九階段 | 第11期 半決賽/下 突圍賽 | 年度4強 VAVA |                                   |

## 爭議

### 版权抄袭
节目在受到关注的同时也受到了许多质疑，包括对制作人水準不一、赛制以及有嫌疑抄袭韩国综艺節目等方面。

### 歌手演出风波
此外，《中国有嘻哈》发布以来，有许多说唱歌手对其发布diss，网易云音乐就收录了相当数量的对《中国有嘻哈》diss的歌曲（虾米音乐也有一些），比如Kozay的《中国有黑幕》（这首歌在各平台均有发布）、CPG化学植物组的《中国有嘻哈diss》和《中国有jiba-$mokeG》、反犬良的《中国有JB个嘻哈》（这首歌由于涉粗，被网易云音乐和虾米音乐删除）、烟囱的《中国有嘻嘻哈哈》，还有诸多类似于“《中国有嘻哈？》”“《diss喊麦》”“《吴亦凡：还有Freestyle吗》”的歌曲。一些说唱歌手在diss中表示，自己或者其他的一些说唱歌手花了很多钱，歷盡苦辛到北京参加，结果只能在镜头面前站几秒，甚至根本不能露面；一些优秀的歌手被导演刷下去，甚至选手比导师还要强。或者，有些本来就唱得不好甚至喊麦的歌手被导演看上。不少人都着重责备吴亦凡和车澈，并申明对其中一些知名的rapper表示尊重。一些网友评价：“中国有嘻哈，但不在爱奇艺”。

## 流行用語
- 吳亦凡：你有Freestyle嗎？、一開口就知道老江湖了，加拿大电鳗
- 張震嶽：糖糖，先幫我記著、我覺得不行
- MC Hotdog：我覺得可以、阿嶽真的很嚴格
- GAI：別來沾邊、勒是霧都

## 宣傳活動
| 播出         | 節目           | 出席                                                             |
| 2017年9月2日 | 《快乐大本营》 | 吳亦凡、Jony J、Tizzy T、鬼卞、孫八一、輝子、BrAnT.B小白、PG One |

## 获奖与提名
- 2017微博电视影响力盛典，年度优秀网络综艺。[11]
- 2018爱奇艺尖叫之夜，年度制作人、年度综艺节目。[12]
- 2017搜狐时尚盛典，年度最火网络综艺节目。[13]
- 《新周刊》“2017中国视频榜”，“年度节目”、“年度选秀”两个奖项。[14]
- “2017中国综艺峰会匠心盛典”，年度匠心剪辑、年度匠心视效、年度匠心品牌营销、年度匠心编剧、年度匠心导演、盛典作品等七项大奖。[15]
- 首届金鲛奖，2017年度十佳网综。[16]